# Élections générales de 1950 à Gibraltar
Les élections législatives de Gibraltar en 1950 se sont tenues en 1950 pour élire les 5 membres du parlement pour un nouveau mandat de quatre ans.

## Résultats
| Parti | Parti                                                  | Sièges |
| ----- | ------------------------------------------------------ | ------ |
|       | Association pour la promotion des droits civils (AACR) | 3      |
|       | Indépendant                                            | 2      |
| Total | Total                                                  | 5      |